# Los Pozuelos
Los Pozuelos är en ort i Mexiko.   Den ligger i kommunen Santa Cruz Zenzontepec och delstaten Oaxaca, i den sydöstra delen av landet, 400 km sydost om huvudstaden Mexico City. Los Pozuelos ligger 1 088 meter över havet och antalet invånare är 188.
Terrängen runt Los Pozuelos är bergig åt sydväst, men åt nordost är den kuperad. Runt Los Pozuelos är det glesbefolkat, med 10 invånare per kvadratkilometer. Närmaste större samhälle är El Limoncillo, 10,0 km väster om Los Pozuelos. I omgivningarna runt Los Pozuelos växer huvudsakligen savannskog.